# Славче (Брда)
Славче (словен. Slavče) — поселення в общині Брда, Регіон Горишка, Словенія. Висота над рівнем моря: 180,5 м.